# Nino Oliviero
Nino Oliviero, född 13 februari 1918 i Neapel i Italien, död 1 mars 1980 i Rom, var en italiensk kompositör.

## Filmmusik
- 1976 - Nina
- 1962 - Mondo cane